# 彼得·奧古斯特 (什勒斯維希-霍爾斯坦-森訥堡-貝克)
彼得·奧古斯特（丹麥語：Peter August，1697年12月7日—1775年3月22日），什勒斯維希-霍爾斯坦-森訥堡-貝克公爵，歐登堡王朝的成員。

## 家庭
1723年，彼得·奧古斯特與黑森-菲利普斯塔爾的菲利普的女兒索菲（Sophie）結婚，兩人共有兩個兒子：
1. 卡爾（1724年—1726年），夭折
2. 卡爾·安東·奧古斯特（1727年—1759年），腓特烈·卡爾·路德維希的父親

索菲於1728年去世。1742年，彼得·奧古斯特與費岳多·戈洛溫的孫女娜塔莉亞·尼古拉耶芙娜（Natália Nikolaievna）結婚，兩人共有1子1女：
1. 彼得（1743年—1751年），夭折
2. 卡塔里娜（英语：Princess Catherine of Schleswig-Holstein-Sonderburg-Beck）（1750年—1811年），亞歷山大·巴米亞京斯基的祖母

}